# Schloss Rufling

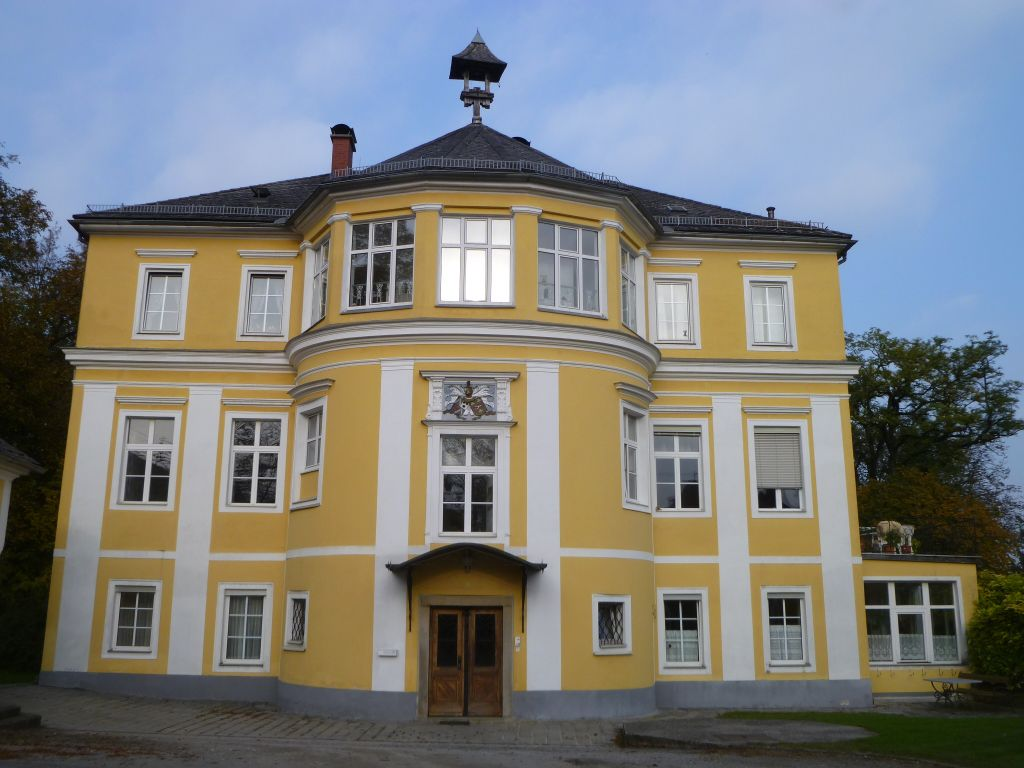
Schloss Rufling, Hofseite

Das Schloss Rufling befindet sich im gleichnamigen Ortsteil Rufling der Gemeinde Leonding  im Bezirk Linz-Land (Ruflinger Straße 213). 

## Geschichte
Die erste Erwähnung eines Ansitzes stammt von 791. Unter Odalsalh von Rudolfvingen war er im passauischen Besitz. 1120 werden Otto und Hartwik Lengau aus Grieskirchen als Besitzer genannt. 1133 kam der Ansitz an die Meginhart und 1154 an das Stift Wilhering. In einer Stiftsurkunde wird zwischen 1151 und 1161 ein Rudolfingen erwähnt. 1159 wird Rufling als Besitz des Bischofs Konrad von Passau genannt. Frau Williburg, eine geborene Waxenberger, erhielt Rufling 1215 als Heiratsgut. Da ihr Gatte und ihr Sohn ermordet wurden, fiel der Besitz an einen Verwandten. 1280 kam Rufling an den Linzer Bürger Heinrich von Jetzigner und noch im selben Jahr an die Brüder Heinrich und Otto von Lohnsdorf. 1302 gehörte Rufling zum Stift Göttweig. 1475 ist Rufling als Rittersitz der Stettner verbürgt. 1648 war Rufling Sitz des Vicedominus und des Vizedomamtes.
Die Liste der weiteren Besitzer ist relativ lang: 1754 Georg Josef Freiherr von Monstorf, 1755 Graf Philipp Fieger, 1764 Maria Theresia Freiin von Pilati, 1825 Anton Ritter Grimburg, 1846 Wilhelm Grimus Ritter von Grimburg, 1849 Freiherr von Münch-Bellinghausen, 1872 Josef Nossberger, 1878 Franz Löbl, 1886 Anton Markl, 1898 Anton Chuchar, 1900 Jakob Penka, 1903 Eugenie Everats aus Belgien, 1909 Max Everats, 1910 Therese Pöschl und Friedrich Pollak, 1911 Heinrich Kraus. 1916 fiel Rufling an die Familie Alfons und Anna Wagenhofer. Heute bewohnen Luis Wagenhofer und Nachkommen seiner Geschwister das Schloss Rufling. 
In der Geschichte ist Schloss Rufling nicht besonders hervorgetreten, wenn man davon absieht, dass es bis zum Ende der Grundherrschaft  1848 ein herrschaftliches Amt und Gericht gewesen ist. Seine lokale Bedeutung liegt wohl darin, dass zum Schloss eine große Landwirtschaft gehörte, die auch heute noch mit Erfolg betrieben wird.

## Schloss Rufling heute
Das Schloss entstand aus einem mittelalterlichen Rittersitz; in der zweiten Hälfte des 19. Jahrhunderts wurde es in seine gegenwärtige Form gebracht. Das nun vollständig restaurierte Schloss steht auf einer künstlich geschaffenen Anhöhe innerhalb eines Parks. Der im Vergleich zum Schloss tiefer liegende Ziergarten erweckt den Eindruck, dass hier vormals ein Teich gewesen wäre, der die Anhöhe umschlossen hat, der aber durch die erwähnte Aufschüttung trockengelegt wurde. 
Der heutige Schlossbau ist dreigeschoßig. Die Mittelachse richtet sich auf den ehemaligen Ziergarten. Dieser Bereich liegt unterhalb einer breiten balustradenbegrenzten Terrasse vor der Gartenfassade. Eine Freitreppe führt zu einer Altane mit einem auf zwei Säulen ruhenden Portikus. Wie an den anders gestalteten Fenstern an der Hofseite zu erkennen ist, wurde das dritte Geschoß erst in der jüngeren Vergangenheit hinzugefügt.
Das Schloss ist mit einem Walmdach gedeckt, in das auch der Runderker an der Hofseite einbezogen ist. Vermutlich ist dies früher ein Rundturm gewesen, der bei der Umgestaltung zu einem Erker für das Eingangsportal umgestaltet worden ist. Über dem Eingang befindet sich das Wappen des früheren Besitzers Everats aus Belgien. 
Der ehemals wesentlich größere Landschaftspark mit Wald- und Weideland ist durch Verkäufe kleiner geworden. Bemerkenswert ist die mächtige, landschaftsgeschützte „Gerichtslinde“. 
Ein Nebengebäude wurde Anfang des 20. Jahrhunderts villenartig ausgebaut.

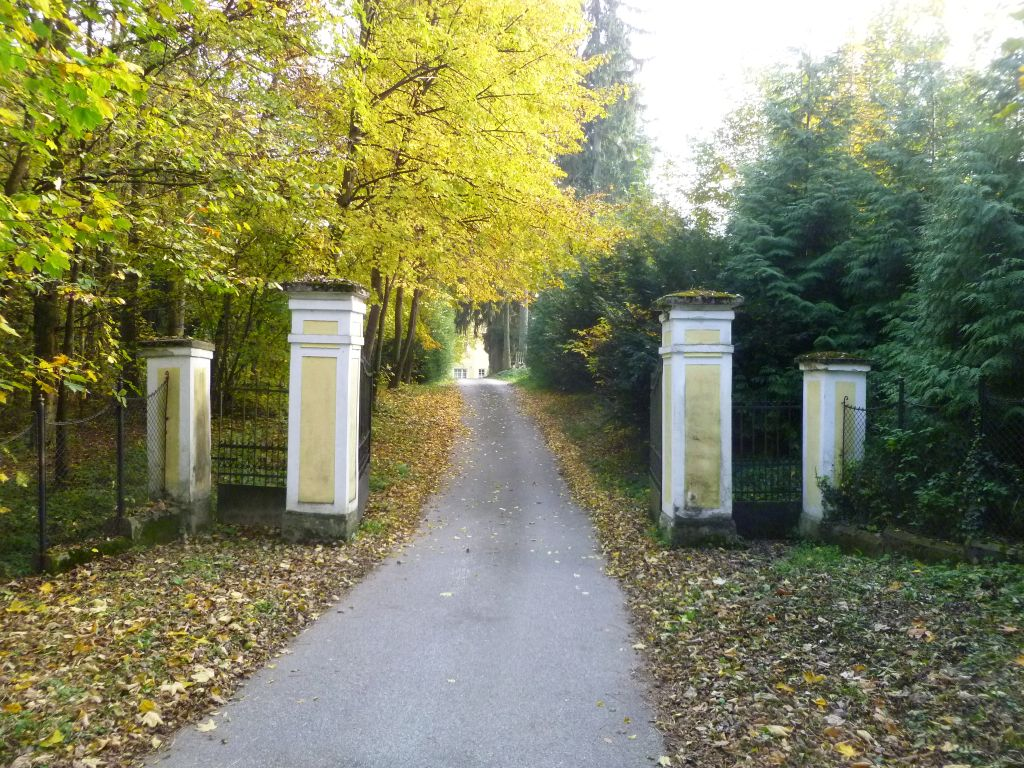
Einfahrt zu Schloss Rufling
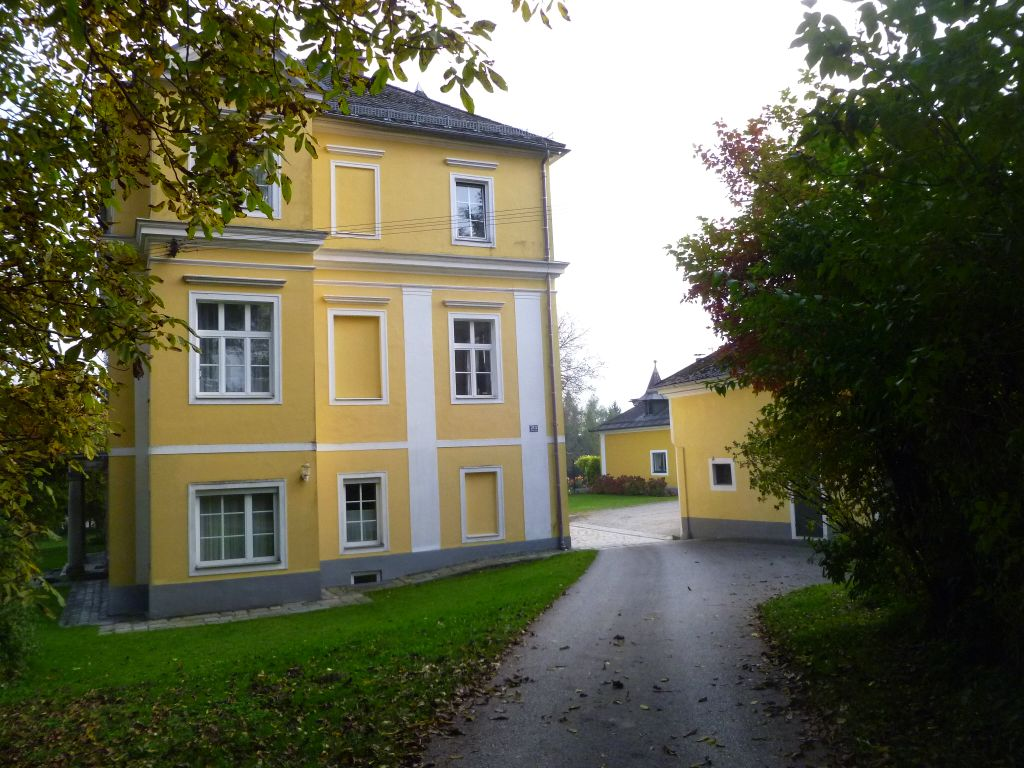
Seitenansicht von Schloss Rufling mit Portikus
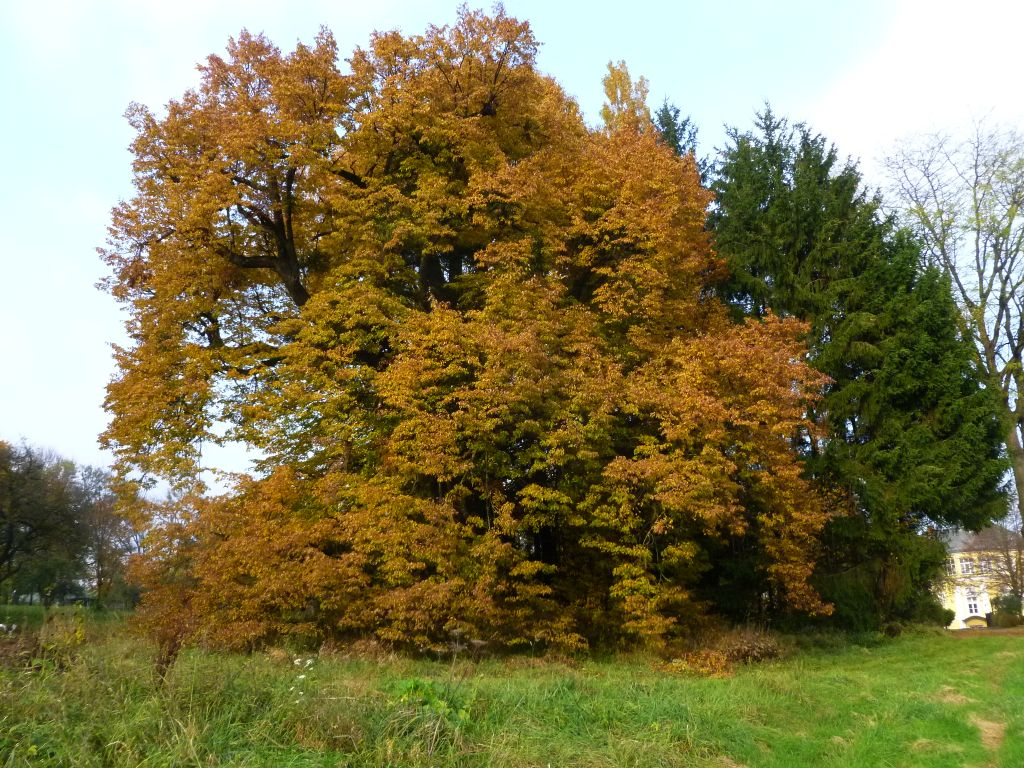
Gerichtslinde von Schloss Rufling
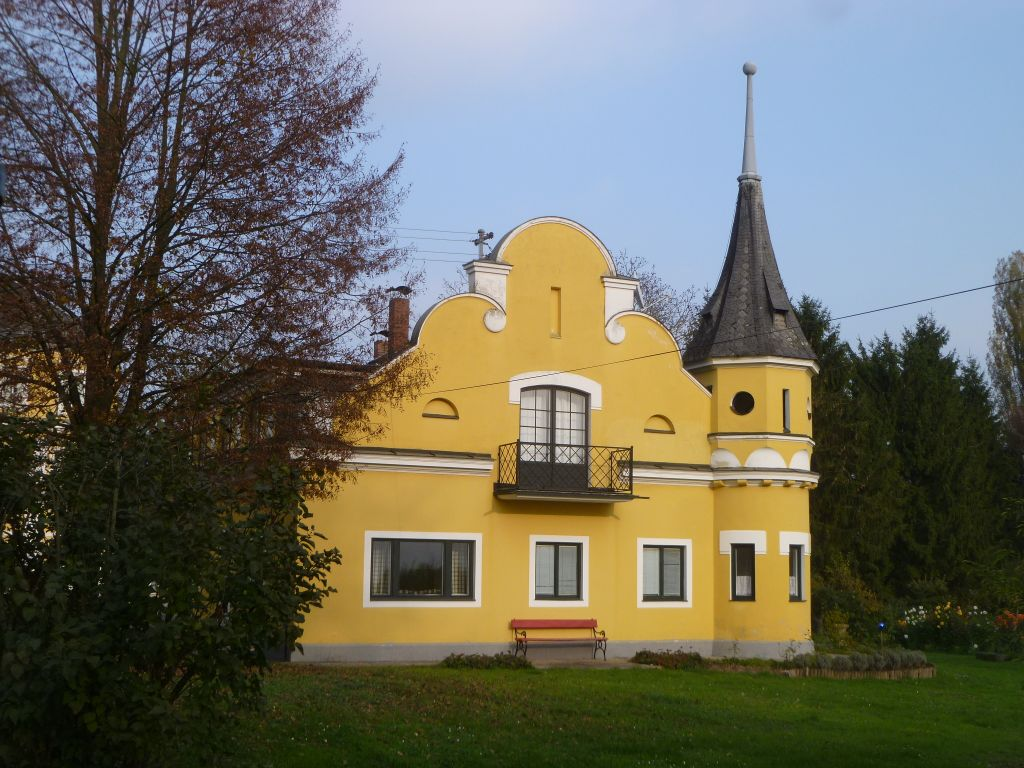
Nebengebäude von Schloss Rufling